# Кампаня Лупия
Кампа̀ня Лу̀пия (на италиански: Campagna Lupia; на венециански: Canpagna Lupia, Канпаня Лупия) е градче и община в Северна Италия, провинция Венеция, регион Венето. Разположено е на 4 m надморска височина. Населението на общината е 7168 души (към 2014 г.).